# Karl von Paar (1834–1917)
Fürst Karl Johann Wenzel von Paar (* 7. Juli 1834 in Bechin; † 21. April 1917 in Wien) war der 5. Fürst von Paar sowie Mitglied des österreichischen Herrenhauses.

## Leben
Seine Eltern waren Fürst Karl von Paar (1806–1881) und dessen Ehefrau Ida von Liechtenstein (* 12. September 1811; † 27. Juni 1884).
Er verfolgte zunächst eine militärische Karriere und ging im Mai 1853 als Kadett zur Armee. Im Juli 1853 wurde er bereits Unterleutnant und 1854 Oberleutnant, 1857 dann Rittmeister, verließ aber 1861 den kaiserlichen Dienst.
Er war dann 1866 und 1867, 1870 bis 1872 sowie 1883 bis 1889 Mitglied des Böhmischen Landtags. 1881 erbte er Titel und Besitzungen von seinem Vater. Er wurde Besitzer der Herrschaft Bechin und weiterer Güter in Böhmen sowie des Fideikommisses Hartberg in der Steiermark. Am 30. August 1881 wurde er auch erbliches Mitglied des Herrenhauses, wo er zur Gruppe der Rechten gezählt wurde. Seit 1896 ist er Träger des Goldenen Vließ (Nr. 1103).

### Familie
Paar heiratete 1866 Markgräfin Leopoldine Carolina Maria Justiniana von Pallavicini (* 7. Oktober 1845; † 26. Oktober 1928). Das Paar hatte mehrere Kinder:
- Ida Maria Gabriela Albina (* 1. März 1867; † 9. August 1945) ⚭ 1890 Graf Alphons von Mensdorff-Pouilly (* 16. August 1864; † 20. Juni 1935)[1]
- Alfons (* 14. Mai 1868; † 22. September 1903) ⚭ 1901 Prinzessin Maria Eleonora Gabriela Georgina Amalia zu Windisch-Grätz (* 17. Oktober 1878; † 21. Mai 1977), Schwester von Otto zu Windisch-Graetz
- Gabriella Maria Karolina Hypolita (* 22. August 1869; † 11. Februar 1945) ⚭ 1898 Graf Alfons Amadeus Friedrich Maria von Piatti (* 21. Februar 1866; † 29. September 1940)
- Alfred (1871–1871)
- Wenzel (1878–1964)
- Alexander (1882–1955)
- Eduard (1884–1945)

Alfons von Paar (1903–1979) war der Sohn von Alfons von Paar (1868–1903) und letzte Fürst Paar.